# 알호 벤디호
알호 벤디호(Aljo Bendijo, 1974년 2월 6일 ~ )는 필리핀의 방송 기자를 지낸 수필작가이다.

## 이력
2001년부터 2003년까지 ABS-CBN의 주력 뉴스 프로그램인 《TV 패트롤》에서 코리나 산체스, 헨리 오마가디아스와 함께 앵커를 맡은 것으로 유명하다. 2008년부터 2012년까지 PTV의 《바팅가우》 (이후 《텔레디아르요 : 파이널 에디션》으로 개편)에서도 앵커를 맡기도 하였으며 2012년 프리랜서 작가 선언 이후 수필가 겸 작가로도 이름을 날렸다.